# NASCAR Whelen Euro Series
La NASCAR Whelen Euro Series (conosciuta anche come Euro-Racecar NASCAR Touring Series o semplicemente Euro NASCAR) è una serie ufficiale NASCAR per vetture stock che si disputa su tracciati europei. Prima di essere patrocinata dalla NASCAR era conosciuta come Racecar Euro-Series.

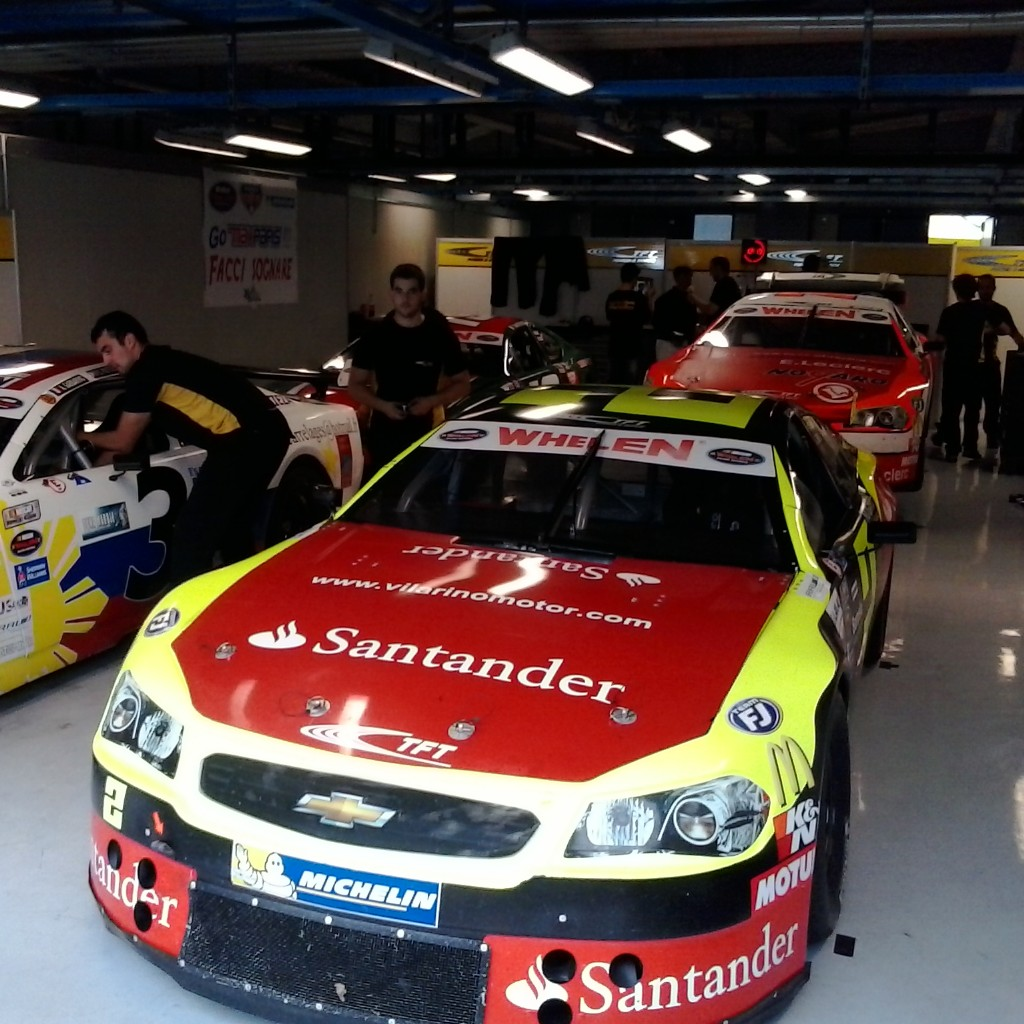
L'auto di Ander Vilariño nel 2013

## Storia
La serie è stata originariamente creata nel 2008 dal Team FJ Group con la denominazione di Racecar Euro-Series. La prima stagione si è tenuta nel 2009 e così come nella successiva, la maggior parte delle gare si sono svolte su circuiti francesi. A fine 2010 la serie riceve l'approvazione della Federazione Internazionale dell'Automobile (FIA) come serie internazionale; per la stagione 2011 il calendario viene quindi ampliato andando ad includere gare su vari circuiti europei.
A inizio 2012 l' FJ Group stringe un accordo con la NASCAR che permette al campionato di entrare a far parte del circuito NASCAR e di diventarne la serie ufficiale europea, rimanendo comunque però una serie internazionale riconosciuta dalla FIA. In virtù di questo accordo il vincitore del campionato viene invitato alla NASCAR Nights of Champions Gala che si svolge al NASCAR Hall of Fame a Charlotte nella Carolina del Nord. Il primo pilota a partecipare fu lo spagnolo Ander Vilariño, vincitore della serie nel 2012.
Il 1º luglio 2013 la serie prende il nome di NASCAR Whelen Euro Series in seguito a una collaborazione con Whelen Engineering. Nel dicembre 2017 viene annunciato il rinnovo della partnership e della titolazione almeno fino al 2024.

## Auto
Le auto utilizzate sono di tipo silhouette, ovvero hanno telaio unico in tubolari saldati con carrozzerie che richiamano auto stradali, in particolare Chevrolet SS, Ford Mustang, Chevrolet Camaro, Toyota Camry e Dodge Challenger.
A partire dal 2016 le auto adottano uno spoiler posteriore da 8 pollici (20,32 cm).
- Motore: 5 700 cc V8
- Potenza: 400 HP (298 kW)
- Peso: 1 210 kg (2 650 lbs)
- Velocità massima: 250 km/h

## Campionato

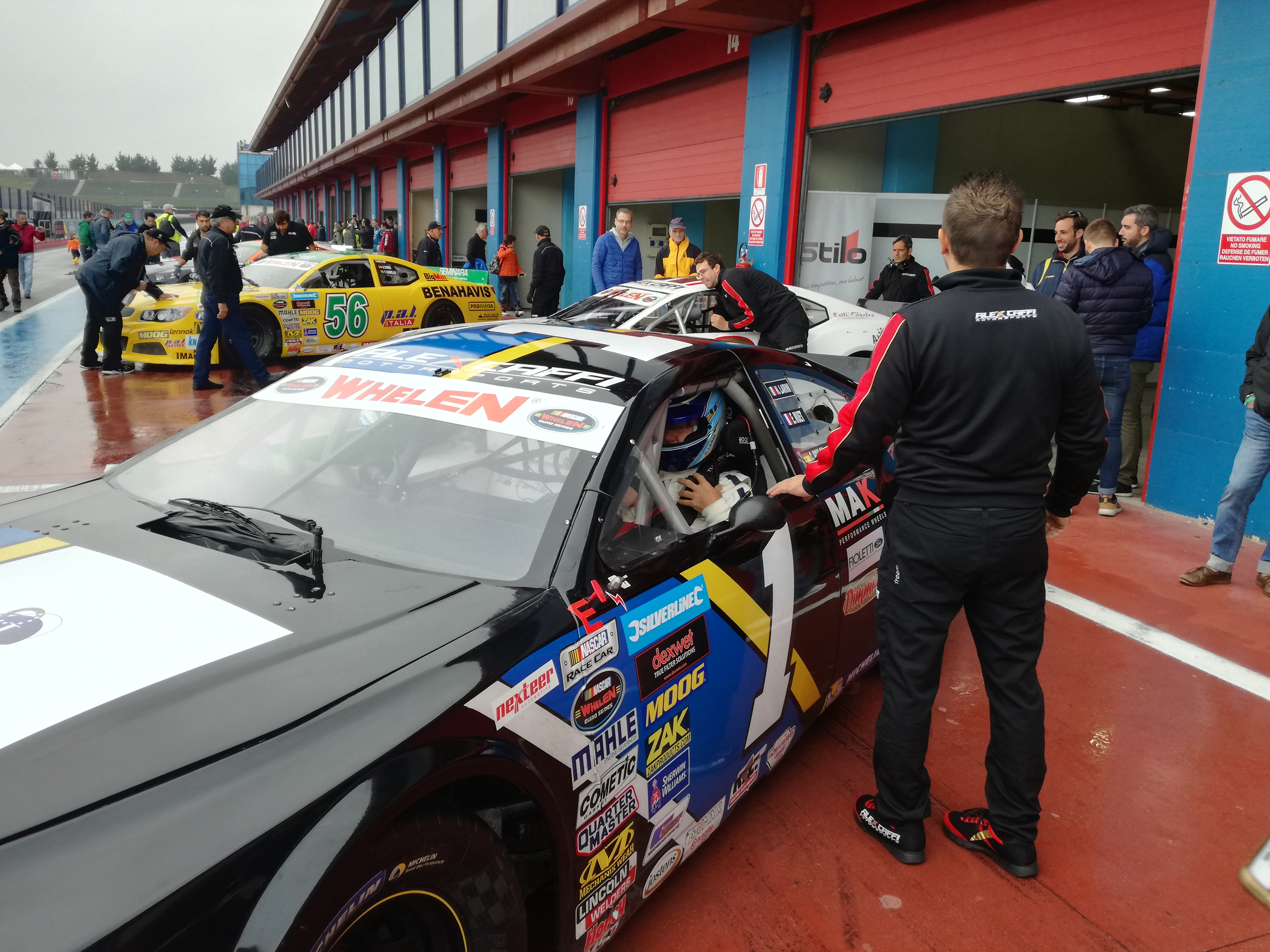
Nicola Larini sulla Ford Mustang del team Alex Caffi Motorsport

## Albo d'oro
| Stagione                           | Campione EuroNASCAR PRO | Campione EuroNASCAR 2 | Campione Club Challenge | Team vincitore                |
| Racecar Euro Series                | Racecar Euro Series     | Racecar Euro Series   | Racecar Euro Series     | Racecar Euro Series           |
| ---------------------------------- | ----------------------- | --------------------- | ----------------------- | ----------------------------- |
| 2009                               | Lucas Lasserre (1)      | Wilfried Boucenna     |                         |                               |
| 2010                               | Lucas Lasserre (2)      | Emmanuel Brigand      |                         |                               |
| 2011                               | Éric Hélary             | Romain Fournillier    |                         | Hélary Racing Team            |
| Euro-Racecar NASCAR Touring Series |                         |                       |                         |                               |
| 2012                               | Ander Vilariño          | Simon Escallier       |                         | Exotics Racing - Still Racing |
| NASCAR Whelen Euro Series          |                         |                       |                         |                               |
| 2013                               | Ander Vilariño (2)      | Anthony Gandon        |                         | TFT - Banco Santander         |
| 2014                               | Anthony Kumpen          | Maxime Dumarey        |                         | PK Carsport                   |
| 2015                               | Ander Vilariño (3)      | Gianmarco Ercoli      |                         | GDL Racing                    |
| 2016                               | Anthony Kumpen          | Stienes Longin        |                         | PK Carsport (2)               |
| 2017                               | Alon Day                | Thomas Ferrando       | Andreas Kuchelbacher    | Knauf Racing                  |
| 2018                               | Alon Day (2)            | Ulysse Delsaux        | Advait Deodhar          | RDV Compétition               |
| 2019                               | Loris Hezemans          | Lasse Sørensen        | Alain Mosqueron         | Hendricks Motorsports         |
| 2020                               | Alon Day (3)            | Vittorio Ghirelli     | Alain Mosqueron (2)     | Hendricks Motorsports (2)     |
| 2021                               | Loris Hezemans (2)      | Martin Doubek         | Gordon Barnes           | Hendricks Motorsports (3)     |
| 2022                               | Alon Day (4)            | Liam Hezemans         | Gordon Barnes (2)       | Hendricks Motorsports (4)     |
| 2023                               | Gianmarco Ercoli        | Paul Jouffreau        | Gordon Barnes (3)       | RDV Compétition (2)           |
| 2024                               | Vittorio Ghirelli       | Martin Doubek (2)     | Federico Monti          | RDV Compétition (3)           |

## Circuiti
A partire dall'accordo con NASCAR nel 2012, i circuiti dove si è svolta la manifestazione sono stati:
- Spa-Francorchamps (2012)
- Nogaro (2012-2013)
- Le Mans (2012-2014)
- Tours Speedway (2012-2016, 2018)
- Digione (2013)
- Monza (2013)
- Magione (2014-2015)
- Nürburgring (2014)
- Raceway Venray (2015-2017, 2019, 2024)
- Adria (2016)
- Franciacorta (2017-2019)
- Hockenheimring (2017-2019)
- Automotodrom Grobnik (2020-2022)
- Valencia (2012, 2014-presente)
- Brands Hatch (2012-presente)
- Zolder (2015-presente)
- Autodromo di Most (2019-presente)
- Autodromo di Vallelunga (2020-presente)
- Oschersleben (2023-presente)